# António Luís de Meneses, 1.º Marquês de Marialva
António Luís de Meneses (Cantanhede, 12 de Dezembro de 1603 – 16 de Agosto de 1675), 1.º marquês de Marialva e 3.º conde de Cantanhede, foi um fidalgo e militar português, Senhor de Cantanhede, de Cerva, de Marialva, de Medelo e de São Silvestre, do Conselho de Estado e do Conselho de Guerra, Vedor da Fazenda, Ministro Assistente no Despacho, Governador de Setúbal, de Cascais e da Estremadura, Comendador de Santa Maria de Almonda, São Romão de Bornes e São Cosme de Ázere, na Ordem de Cristo.
Foi um fidalgo militar que se destacou na guerra para a restauração da independência de Portugal de 1640 sendo, inclusivamente, nomeado coronel no próprio dia da aclamação do rei D. João IV em 1 de Dezembro daquele ano. Os seus feitos militares prolongaram-se por mais 28 anos, na manutenção da defesa de algumas praças fortes alentejanas, até à assinatura do tratado de Lisboa em 13 de fevereiro de 1668 onde se reconhece a referida restauração da independência. Pelo contributo que deu chamavam-lhe O Libertador da Pátria.
Há uma estátua que o representa, montado a cavalo, inaugurada em 23 de maio de 1999 na sua terra natal, e que foi criada pelo escultor Celestino Alves André (n.1959).

## Biografia

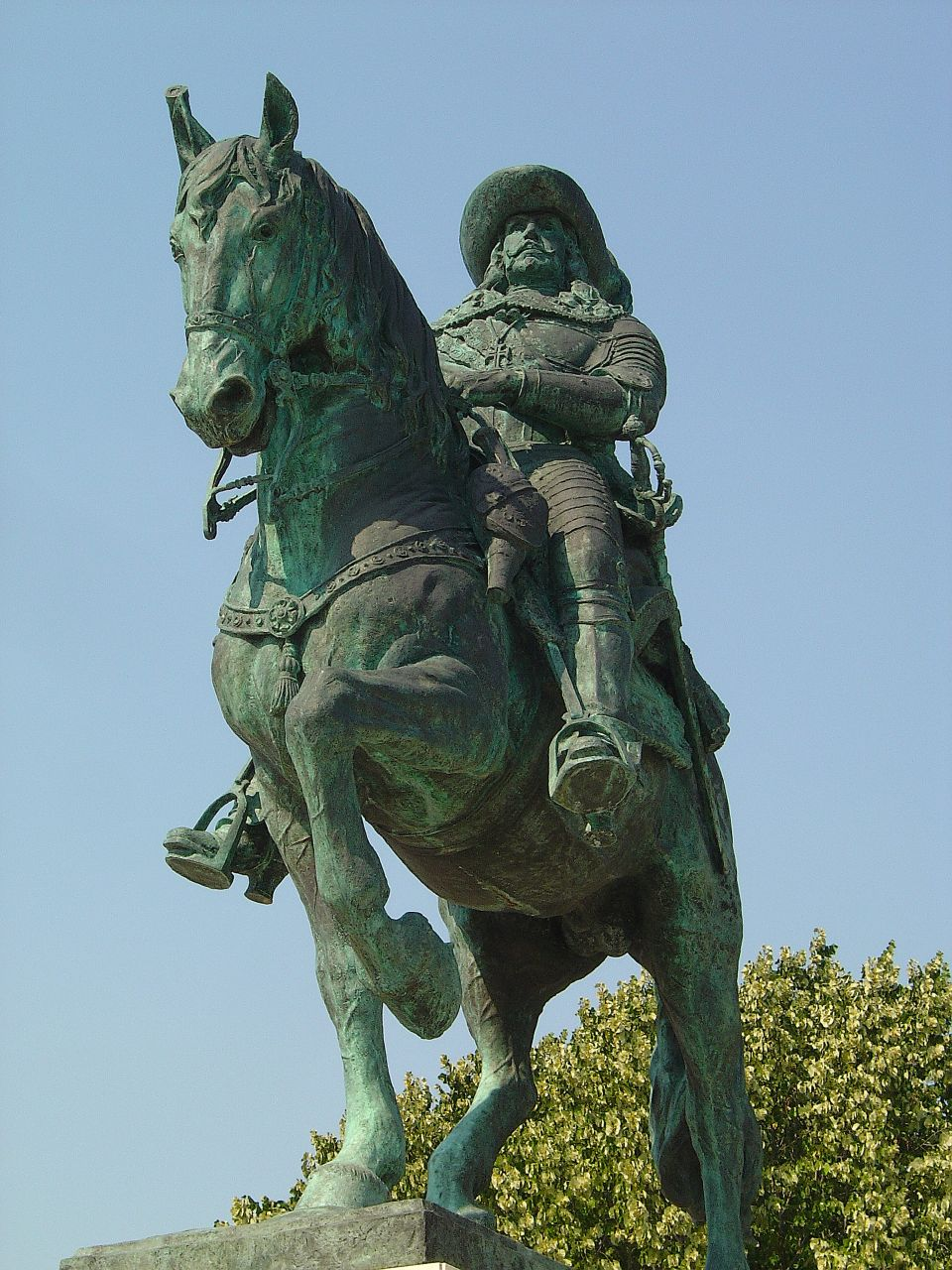
Estátua de D. António, em Cantanhede, no distrito de Coimbra.

Foi um dos elementos mais activos para a Restauração da Independência (1640), sendo um dos Quarenta Conjurados, dela tomando parte desde a fase da conspiração, até às negociações do Tratado de Lisboa (1668) que encerrou a guerra com Castela, do qual fez parte.
Em 1641, participou na defesa da Beira, formando um terço de infantaria que comandou como Mestre de campo.
No Alentejo tomou parte em quase todas as batalhas e escaramuças contra os castelhanos. Em 1644 tomou a vila de Valencia de Alcántara que se manteve portuguesa até 1688.
Recebe a mercê do título de marquês de Marialva, por decreto de 11 de Junho de 1661.
Enquanto Governador das Armas da Praça de Cascais — nomeado a 2 de janeiro de 1642 —, a partir de 1643 respondeu pelas obras de reforço da fortificação da barra do rio Tejo.
Em 1662 perante o constante perigo de novas incursões do exército castelhano foi nomeado, pela rainha regente D. Luísa de Gusmão, Governador das Armas do Exército na Província do Alentejo.Destacou-se no comando das tropas portuguesas na Batalha das Linhas de Elvas e na Batalha de Montes Claros,nesta última em conjunto com o conde de Schomberg, onde infligiu aos espanhóis duas pesadas derrotas, acabando praticamente com a guerra da Restauração.

## Dados genealógicos
Era filho de D. Pedro de Meneses, 2.º Conde de Cantanhede, Presidente do Senado da Câmara de Lisboa e e de D. Constança de Gusmão.
Casou em 1635 com D. Catarina Coutinho, filha e herdeira de D. Manuel Coutinho, senhor da Torre do Bispo e a quem D. Pedro II agraciou
com o título de conde do Redondo.
Deste casamento nasceram 2 filhos e 7 filhas:
- D. Pedro António de Meneses que foi o 4.º conde de Cantanhede e 2.º marquês de Marialva;
- D. Guiomar de Meneses que casou com seu tio paterno D. Rodrigo de Meneses;
- D. Maria Joana Coutinho que casou com D. Luís Álvares de Castro, 2.º marquês de Cascais;
- D. Isabel de Meneses, casada com D. Lourenço de Lencastre, comendador e alcaide-mor de Coruche;
- D. Antónia de Meneses, D. Jerónima Coutinho e D. Maria Coutinho, que foram religiosas no convento da Esperança de Lisboa;
- D. Joana de Meneses que faleceu sem estado.

## Homónimo
Um seu descendente, teve o mesmo nome Dom António Luís de Meneses (Lisboa, 8 de Janeiro de 1743 - 15 de Maio de 1807), conde da Atalaia e marquês de Tancos pelo seu casamento com Domingas Manuel de Noronha, nasceu em Lisboa em 8 de janeiro de 1743 e morreu em 15 de maio de 1807. Era filho do 4.º marquês de Marialva, assentou praça de cadete em 16 de dezembro de 1774 e foi promovido a tenente em 1776, a capitão em 1777. Foi tenente da Torre de Belém e comandou como coronel o regimento da Cavalaria do Cais. Marechal de campo em 1801, foi gentil-homem da Câmara do Rei D. Pedro III de Portugal e do príncipe regente.